# 省エネ環境診断士
省エネ環境診断士（しょうエネかんきょうしんだんし、英: energy saving consultant）は、環境・省エネ業界に関わる資格であり、環境問題の重要性と対策の必要性を訴え、省エネへの取り組み拡大を目的としている。また、省エネ環境診断士は「一般社団法人省エネ環境推進機構」が認定する資格である。

## 概要

### 資格概要
地球温暖化対策に関する基本方針を定めた「地球温暖化対策推進法」が制定に伴い、早急な対応が中小企業にも求められており、エネルギー使用状況届出書や中長期計画書や定期報告書など提出の義務化により外部の専門家に頼らざるを得ない現状である。この書類作成に必要な専門的な一定の知識と、環境問題、地球温暖化対策、省エネルギー対策に向けた正しいエネルギー管理の知識を兼ね備えた環境資格である。
名称は省エネ環境診断士養成講座を運営している「一般社団法人省エネ環境推進機構」の登録商標であり、株式会社早稲田環境研究所の監修による教材を提供している。

### 資格設立趣旨
少しでも多くの方が環境問題、地球温暖化問題、省エネルギー対策について学習し、日常の生活レベルから省エネを行うことを意図としている。
「省エネ度を数値で示し、誰もがひと目でわかる『見える化システム』の文化を創造すること」また、「『省エネ環境診断士』の雇用が各事業所に１名の雇用が必須とするように働きかけ、新しい雇用を創造すること」、「省エネ決算書作成・公開の文化を創り企業の決算書と同等の基準にすることによって、事業者のCO2削減意欲の増進をより一層図ること」を目的として資格設立へ至った。

### 資格者について
改正省エネ法で提出が義務化された各種報告書（エネルギー使用状況届出書、中長期計画書、定期報告書）の作成に伴い、行政書士や中小企業診断士、ESCO事業者、大手企業内の省エネルギー対策に携わる人のうち、2013年6月時点で約750人が『省エネ環境診断士』を取得していると思われる。
また、アメリカ・韓国・インドネシア等でも省エネ環境診断士を取得している方がいる。
大手企業では、総務管理部門などで、省エネ環境診断士を取得し、企業内の省エネ対策を行っている。